# Just Dance Wii
Just Dance Wii es el nombre de la edición japonesa de la serie de videojuegos para Wii Just Dance. Esta edición fue publicada y editada por Nintendo, pero desarrollada por Ubisoft Paris, incluye una lista de las canciones más populares de J-Pop para atraer al público japonés, también cuenta con las canciones occidentales más populares de Just Dance 2, una canción de Just Dance 2 Extra Songs y dos canciones del primer Just Dance. Esta versión está basada en Just Dance 2. Todas las características, tales como "Just Sweat", "Medley" y "Non-Stop Shuffle" están presentes, con excepción de la tienda en línea. Fue lanzado en Japón el 13 de octubre de 2011.

## Lista de canciones
| Canción                           | Artista                   | Dificultad | Esfuerzo | Modo | Bailarín | Año  | Duración |
| --------------------------------- | ------------------------- | ---------- | -------- | ---- | -------- | ---- | -------- |
| Choo Choo TRAIN                   | Exile                     | 2          | 3        | Dúo  | ♂/♂      | 2008 | 4:27     |
| Crazy In Love*                    | Beyoncé featuring Jay-Z   | 3          | 2        | Uno  | ♀        | 2003 | 3:59     |
| Cutie Honey                       | Koda Kumi                 | 2          | 1        | Uno  | ♀        | 2004 | 3:11     |
| Dagomba                           | Sorcerer                  | 2          | 3        | Uno  | ♂        | 2003 | 3:43     |
| Heavy Rotation                    | AKB48                     | 3          | 2        | Dúo  | ♀/♀      | 2010 | 4:49     |
| Hot Stuff                         | Donna Summer              | 2          | 1        | Dúo  | ♀/♂      | 1979 | 3:53     |
| Jump in the Line                  | Harry Belafonte           | 3          | 2        | Dúo  | ♀/♂      | 1961 | 3:43     |
| Jumpin'                           | Kara                      | 2          | 1        | Uno  | ♀        | 2010 | 3:03     |
| Just Mario (D)                    | Ubisoft Meets Nintendo    | 1          | 3        | Uno  | ♂        | 1992 | 3:23     |
| Katti Kalandal                    | Bollywood                 | 2          | 2        | Dúo  | ♀/♂      | 2000 | 3:31     |
| Kimi ni Bump                      | Ketsumeishi               | 2          | 2        | Dúo  | ♀/♂      | 2004 | 4:02     |
| Koi no Dial 6700                  | Dream5                    | 1          | 1        | Uno  | ♂        | 1973 | 3:06     |
| Mickey (Hawaii Version)           | Gorie con Jasmine & Joann | 1          | 3        | Uno  | ♀        | 2003 | 2:50     |
| Mister                            | Kara                      | 2          | 2        | Uno  | ♀        | 2010 | 3:13     |
| One Night Carnival                | Kishidan                  | 1          | 2        | Uno  | ♂        | 2007 | 4:04     |
| Rasputin                          | Boney M.                  | 3          | 3        | Uno  | ♂        | 1978 | 4:07     |
| Ren'ai Revolution 21              | Morning Musume            | 3          | 3        | Dúo  | ♀/♀      | 2000 | 4:28     |
| S.O.S.                            | Rihanna                   | 3          | 2        | Uno  | ♀        | 2005 | 4:00     |
| Sexy Girl                         | Namie Amuro               | 2          | 1        | Uno  | ♀        | 2006 | 4:41     |
| survival dAnce 〜no no cry more〜 | TRF                       | 2          | 3        | Uno  | ♂        | 1994 | 4:21     |
| Toxic*                            | Britney Spears            | 3          | 1        | Uno  | ♀        | 2003 | 3:25     |
| U Can't Touch This                | MC Hammer                 | 1          | 1        | Uno  | ♂        | 1992 | 3:25     |
| UFO                               | Pink Lady                 | 2          | 2        | Uno  | ♀        | 2004 | 3:17     |
| Valenti                           | BoA                       | 2          | 1        | Uno  | ♀        | 2002 | 4:25     |
| Wannabe                           | Spice Girls               | 1          | 1        | Uno  | ♀        | 1997 | 2:52     |
| Why (Keep Your Head Down)         | Tohoshinki                | 3          | 2        | Uno  | ♂        | 2011 | 4:12     |
| Won't Be Long                     | Exile & Koda Kumi         | 1          | 1        | Dúo  | ♂/♀      | 2006 | 4:14     |
| You Can't Hurry Love              | The Supremes              | 2          | 2        | Dúo  | ♀/♀      | 1966 | 2:58     |

- "*" indica que esta canción es un cover, no es original.
- "(D)" indica que la canción se desbloquea al haber bailado todas las canciones del juego.